# Stazione di Gort
La stazione di Gort  è una fermata ferroviaria che fornisce servizio a Gort, contea di Galway, Irlanda. Attualmente la linea che vi passa è la Limerick-Galway. Fu aperta il 15 settembre 1869 e chiusa il 5 aprile 1976. Fu riaperta il 29 marzo 2010, nell'ambito della linea già citata.

## Servizi ferroviari
Limerick-Galway

## Servizi
- Servizi igienici
- Capolinea autolinee
- Biglietteria a sportello
- Biglietteria self-service
- Distribuzione automatica cibi e bevande
- Sala di attesa